# Józef Gucwa

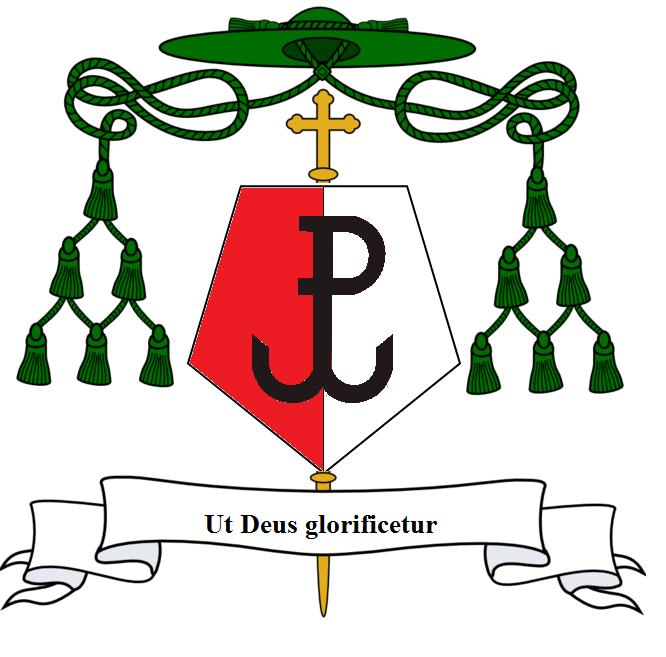
Bischofswappen von Józef Gucwa

Józef Gucwa (* 20. Dezember 1923 in Kąclowa; † 8. März 2004 in Tarnów) war römisch-katholischer Weihbischof in Tarnów.

## Leben
Der Bischof von Tarnów, Jan Piotr Stepa, weihte ihn am 29. Juni 1948 zum Priester.
Paul VI. ernannte ihn am 21. Dezember 1968 zum Weihbischof in Tarnów und Titularbischof von Vaga. Der Bischof von Tarnów, Jerzy Karol Ablewicz, weihte ihn am 26. Januar des nächsten Jahres zum Bischof; Mitkonsekratoren waren Piotr Bednarczyk, Weihbischof in Tarnów, und Jan Władysław Obłąk, Weihbischof in Gniezno.
Als Wahlspruch wählte er Ut Deus glorificetur. Am 11. Dezember 1999 nahm Papst Johannes Paul II. seinen altersbedingten Rücktritt an.